# Sterven
Sterven is het proces dat rechtstreeks voorafgaat aan de dood en is daarmee de laatste fase van het leven. Tijdens het stervensproces vallen de levensfuncties van een levend wezen weg, tot het stadium van de dood is bereikt.

## Het stervensproces (mens/dier)

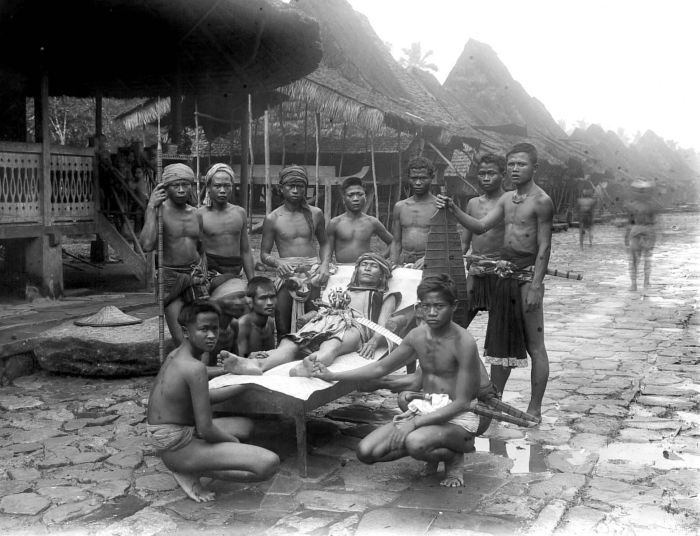
Een stervend Sioeloe hoofd te midden van een groep mannen, Zuid-Nias, Wereldmuseum Amsterdam

Het verloop van het stervensproces is onder andere afhankelijk van de wijze waarop het proces van sterven in werking is gezet en de snelheid waarmee de dood intreedt.
Het stervensproces kan langzaam of snel verlopen, waarbij de beleving kan variëren van een bewuste beleving tot helemaal geen beleving, zoals bij een diepe coma.

## Verschillende fasen bij de mens
Bij een langzaam verlopend stervensproces kan men verschillende fasen onderscheiden.
- Bij een langdurig stervensproces kan het voorkomen dat sprake is van een fase van opleving in de stemming waarin men verkeert (euforie). Vaak gaat dit samen met het verdwijnen van de pijn.
- Vervolgens beginnen zintuigen hun functie te verliezen.
  - Het gezichtsvermogen neemt af.
  - Daarna verminderen de reflexen van onder andere slikken, hoesten; het smaakvermogen vermindert.
- Hierna treedt spierverslapping op: ogen en mond sluiten niet meer goed. Ook de kringspieren van de blaas en het rectum verslappen zich, waardoor mogelijk incontinentie optreedt.
- Pupillen verwijden zich.
- Uiteindelijk wordt ook de bloedcirculatie slechter, waardoor een bleke huid en blauwe lippen ontstaan. De huid voelt door gebrek aan circulatie koud en klam aan en men raakt bewusteloos door de daling van de bloeddruk.
  - Op de benen ontstaan veelal donkere plekken (eilandjes van bloed) doordat de bloeddruk niet meer toereikend is om dit bloed rond te pompen. Deze eilandjes van bloed staan bekend als “lijkvlekken”. Dit zijn echter andere lijkvlekken dan die ontstaan na het sterven.
  - De trekken in het gelaat verscherpen zich doordat bloed wegtrekt uit de capillaire bloedvaten.
- In het laatste stadium van het stervensproces wordt de ademhaling onregelmatig (zowel in diepte als in frequentie en soms treedt cheyne-stokesademhaling op). Ook kan de stervende benauwd lijken: een reutelende ademhaling wordt veroorzaakt doordat vocht vanuit de bloedvaten in de longblaasjes terechtkomt (decompenseren).
- Opvallend is dat het gehoor het langst intact blijft.

In het geval van een terminaal stadium zijn veel van de kenmerken van het sterven gelijk aan die van shocktoestand. Het bloed trekt weg uit capillaire vaten en trekt naar organen die van belang zijn voor behoud van leven.

## Acuut overlijden (en acuut overlijden door lichamelijk trauma)
In geval van acuut overlijden zijn de symptomen doorgaans niet gelijk aan die van een langdurig stervensproces.
- Symptomen (als symptomen aanwezig zijn) zijn veelal het gevolg van het falen van het orgaan dat tot de dood heeft geleid.
- In geval van een acuut overlijden ten gevolge van een trauma zijn symptomen (als symptomen aanwezig zijn) veelal het gevolg van het trauma.
- Vaak vindt ook hier spierverslapping plaats waardoor de stervende direct de urine, ontlasting en heel soms ook seminale vloeistof laat lopen.
- In geval van niet-natuurlijk overlijden kunnen symptomen zoals lichaamskleur en lijkvlekken afwijken van een natuurlijk overlijden.

## Het overlijden
Na het blijvend wegvallen van de hartslag en de ademhaling is de dood ingetreden.
Men spreekt van een biologische dood.

## Klinisch dood
De grens tussen leven en dood is moeilijk vast te stellen. Tegenwoordig hanteert men als definitie "het volledig en onherstelbaar uitgevallen zijn van de hersenfunctie". Organen van een klinisch dode zijn geschikt voor transplantatiedoeleinden.

## Na het sterven
Na het sterven mag eenieder de dood constateren. Zie aldaar voor regelgeving met betrekking tot het constateren van de dood en de overledenenschouw.